# Качелай (посёлок железнодорожного разъезда)
Качелай — поселок железнодорожного разъезда в составе Качелайского сельского поселения в Кочкуровском районе республики Мордовия.

## География
Находится у железнодорожной линии Рузаевка-Ульяновск на расстоянии примерно 16 километров по прямой на юго-восток от районного центра села Кочкурово.

## Население
Постоянное население составляло 16 человек (мордва-эрзя 68 %, русские 30 %) в 2002 году, 19 в 2010 году.